# Gebratener Reis

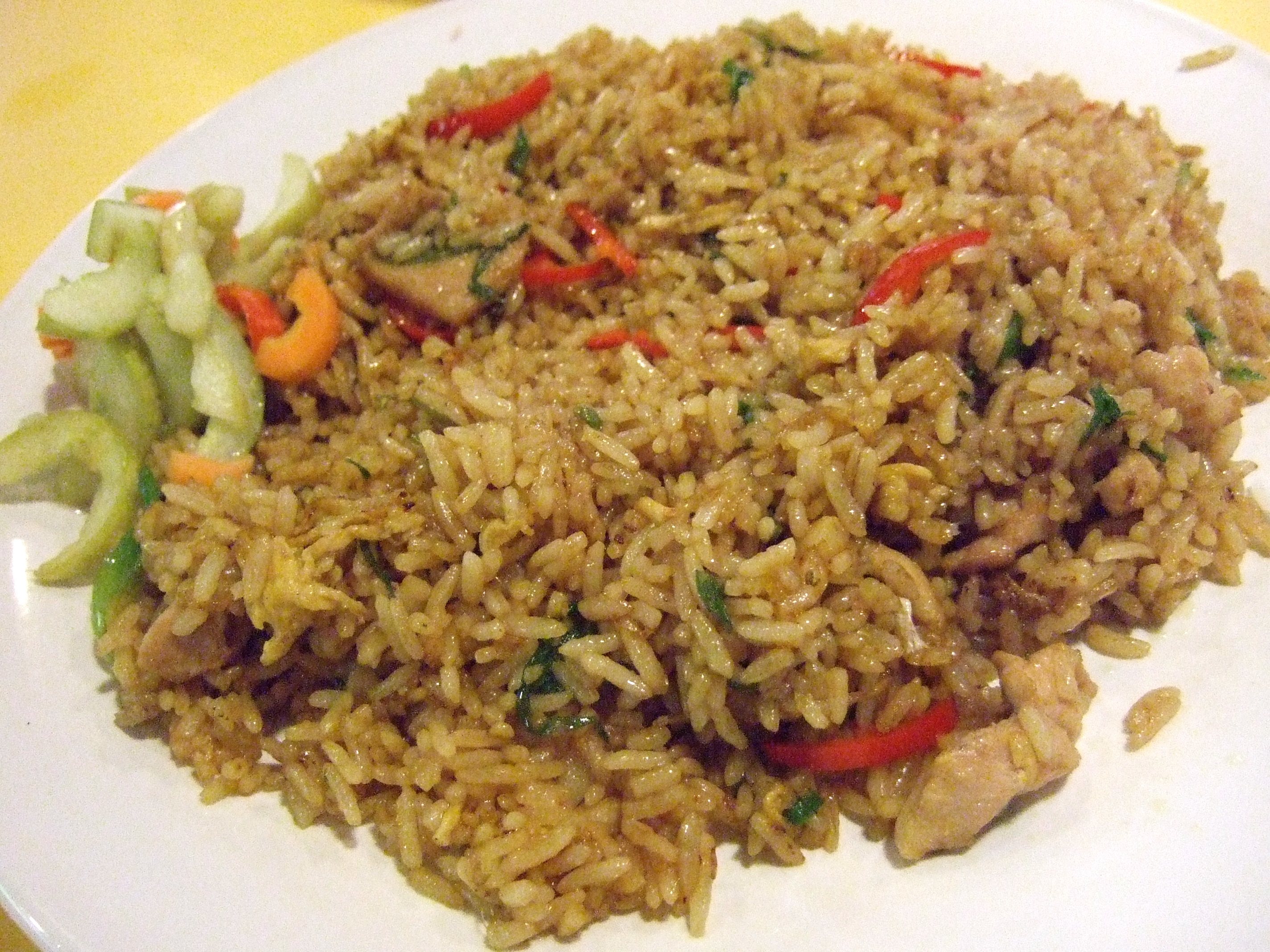
Nasi Goreng

Gebratener Reis (engl.: fried rice) ist eine Zubereitungsweise von Reisgerichten. Daneben wird es als Bezeichnung für ein ursprünglich in der chinesischen Küche beheimatetes Gericht verwendet, das in vielfältiger Zusammensetzung verbreitet ist.

## Zubereitung

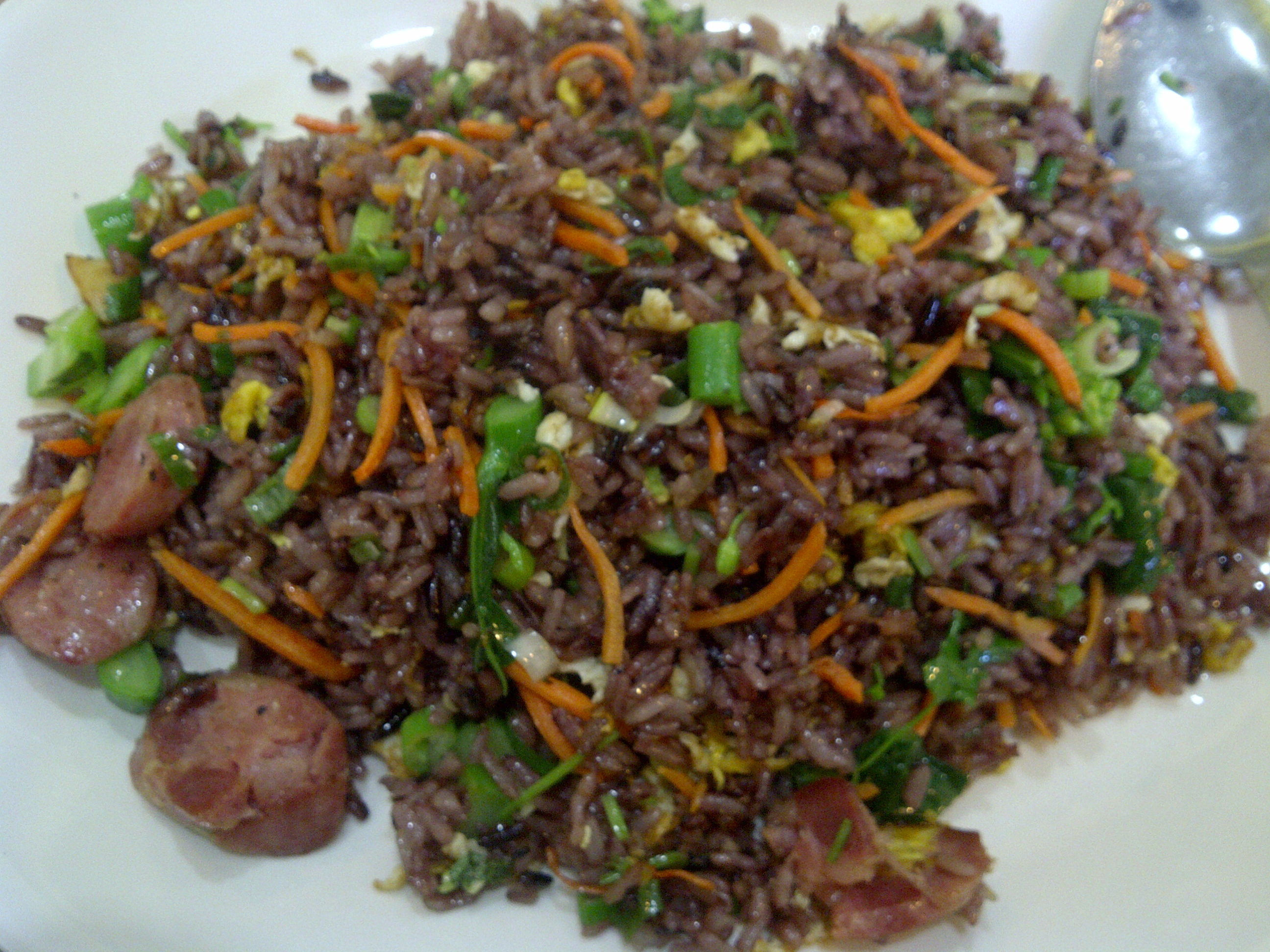
Taiwanischer gebratener Reis

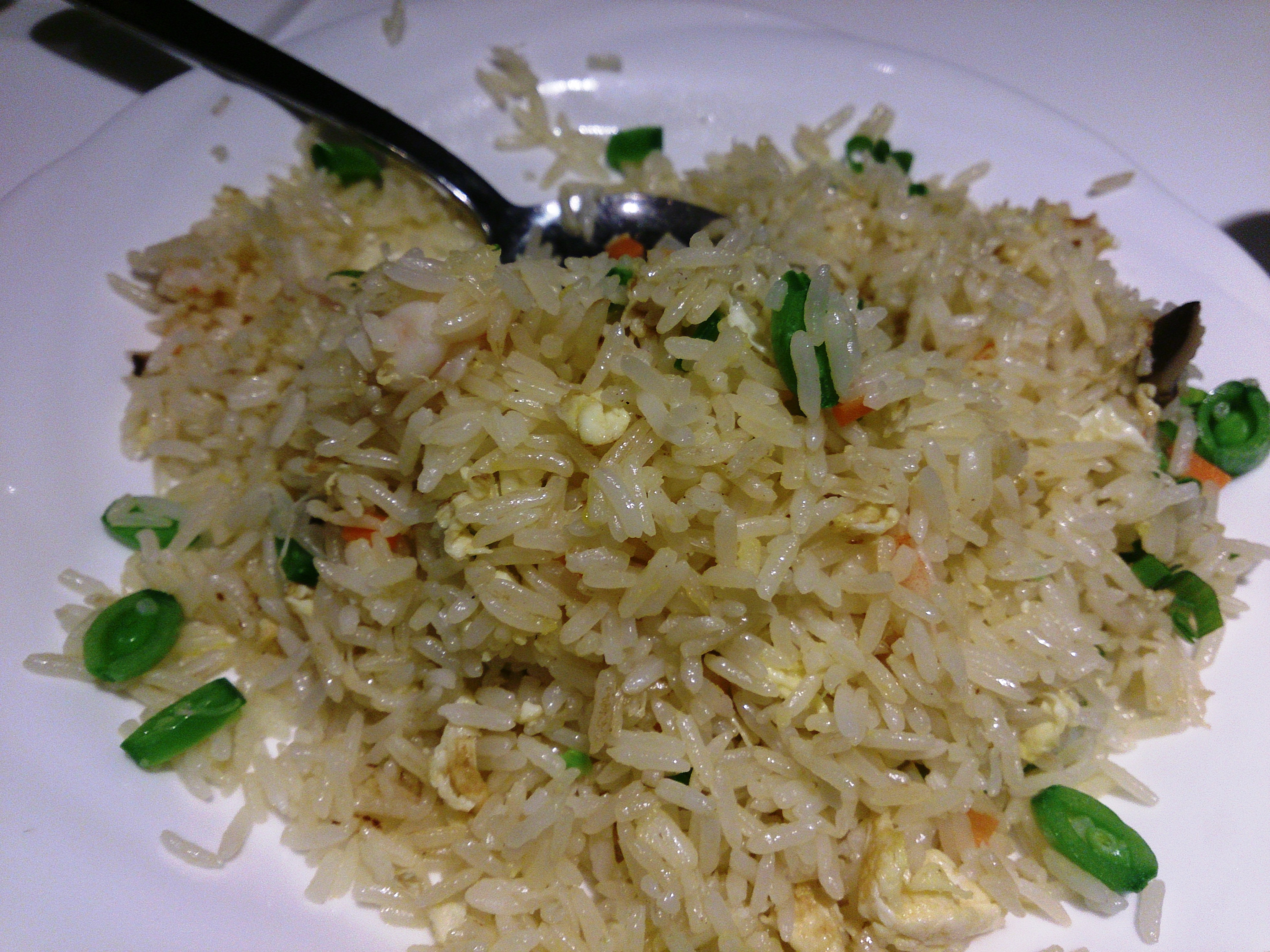
Gebratener Reis ohne dunkle Sojasauce

Für die Zubereitung verwendet man ausgekühlten gekochten Reis, da der Feuchtigkeitsgehalt ansonsten ein Braten verhindert. Neben dem Reis verwendet man Fleisch, Speisefisch, Meeresfrüchte und verschiedene Gemüse. Typisch ist die Zugabe von Ei, sowohl vorgebraten als auch gemeinsam mit den anderen Zutaten nach dem Anbraten gegart. Es ist üblich, abschließend Kräuter und würzende Gemüse kurz vor dem Ende des Garens hinzuzufügen. Gebratener Reis wird sowohl als eigenständiges Gericht als auch als Beilage für andere Speisen verwendet.

## Varianten von gebratenem Reis
- Thailändische Küche: Khao pad oder khao phad, auch Thai fried rice
- Indonesische und malaysische Küche: Nasi Goreng
- Ecuador: Chaulafan ist der Name von chinesischem gebratenem Reis[3]
- Kubanische Küche: Arroz frito